# Giovanni Giocondo

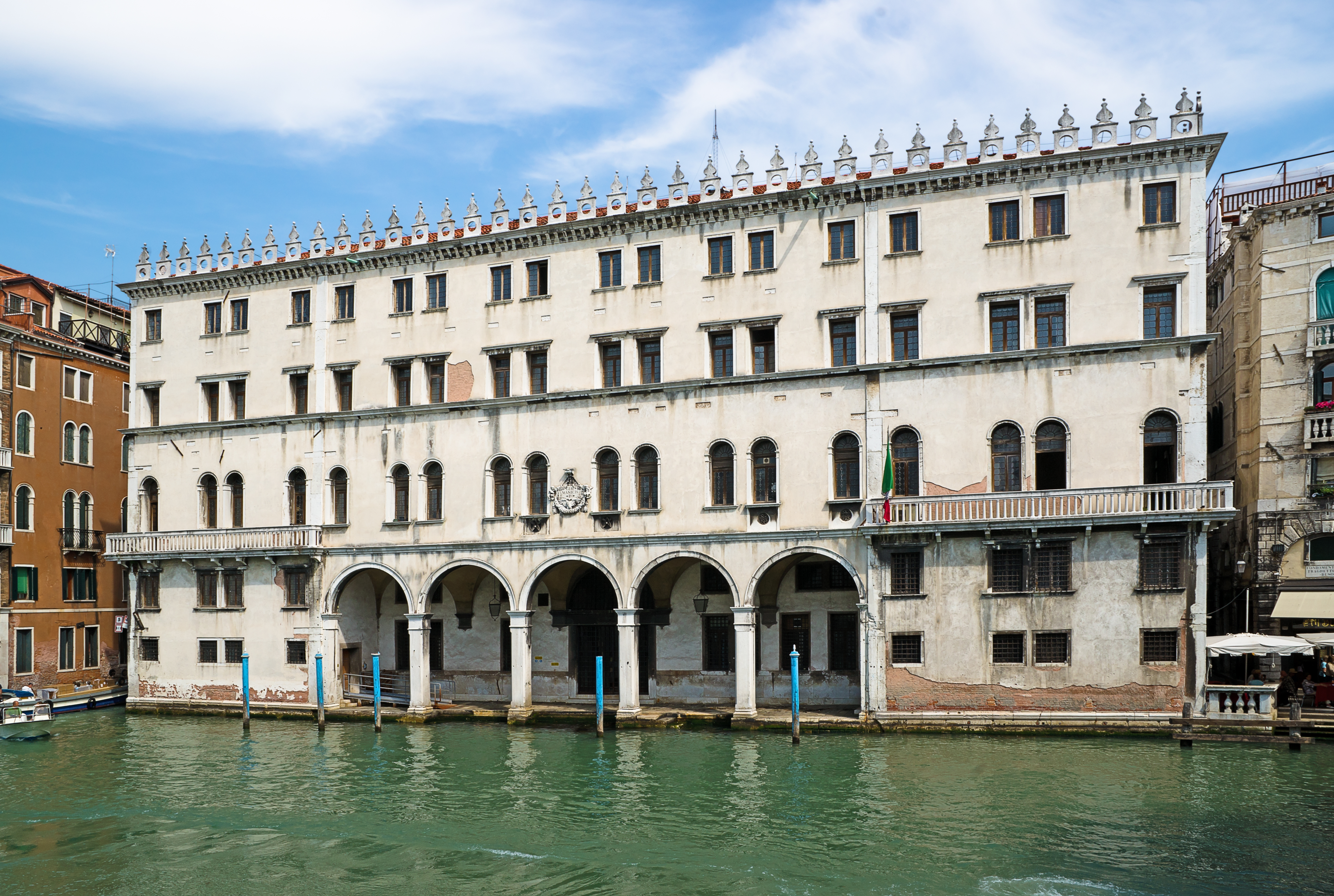
Fondaco dei Tedeschi.

Frade Giovanni Giocondo, O.F.M, (Verona, c. 1433-1515) foi um arquiteto, arqueólogo e estudioso da antiguidade clássica italiana.

## Biografia

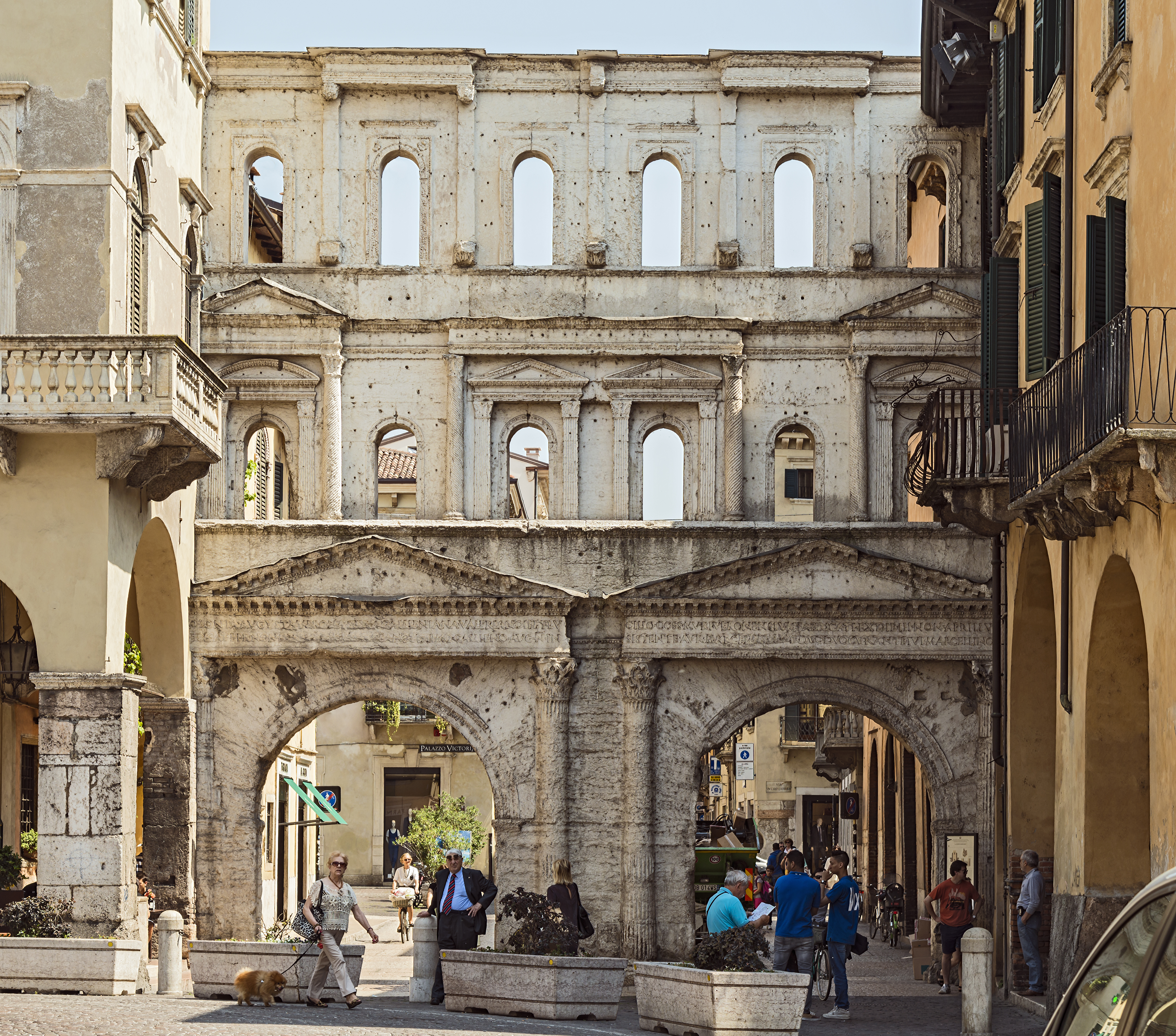
Porta Borsari, Verona.

Giovanni Giocondo nasceu em Verona por volta de 1433. Entrou na Ordem Dominicana com dezoito anos e tornou-se um dos muitos membros da ordem, pioneiros do Renascimento. No entanto, mais tarde veio a fazer parte da Ordem dos Franciscanos. Começou a sua carreira como professor de latim e grego em Verona onde teve como aluno Júlio César Scaliger.
O jovem monge, arqueólogo e com jeito para o desenho, visitou Roma onde desenhou s edifícios da antiguidade, escreveu a história dos seus grandes monumentos e completou e interpretou várias inscrições já bastante deterioradas. Estimulou o Renascimento do estudo clássico através de coleções de antigos manuscritos, uma das quais foi concluída em 1492, e oferecida a Lorenzo de Medici. Depois regressou à sua cidade natal, onde construiu pontes e projetou fortificações para Treviso, enquanto arquiteto e engenheiro e até mesmo coordenador das obras dos seus projetos.

## Obras
Giovanni Giocondo projetou o Palazzo del Consiglio dei Dodici para Maximiliano I de Habsburgo. Este é considerado um dos mais belos edifícios de Verona, famoso pelas decorações das lógias. Thomas de Quincey atribuiu-lhe também a Santa Maria della Scala. Assim, Veneza convoco-o na companhia de outros arquitetos famosos para discutir sobre a proteção da lagoa frente aos rios. O projeto de Giocondo para alterar o curso do rio Brenta, direccionando-o para o mar, foi aceito pelos venezianos e a obra foi um completo sucesso.
Entre 1496 e 1499, Giocondo foi convidado para França por Louis XII, e foi nomeado arquiteto real. Ele construiu uma bela ponte, a Ponte Notre-Dame (1500-1512), em Paris. Projetou o palácio Chambre des Comptes, o Golden Hall do Parlamento e o Chateau of Gaillon (Normandia). Projetou um portada que foi transferida para Paris, onde permaneceu durante anos no pátio da École des Beaux-Arts que serviu como modelo aos estudantes de arquitetura, e foi devolvido ao seu lugar original em 1977.

## Vitruvio
Entre 1506 e 1508, Giocondo regressou a Itália, escreveu quatro dissertações sobre as águas e canais de Veneza e construiu o esplêndido Fondaco dei Tedeschi (1508), decorado por Ticiano e por Giorgione. Em 1511, em Veneza, realizou uma nova edição De architectura, do clássico escritor romano Vitruvio, ilustrada com desenhos e dedicado ao Papa Júlio II. Este livro teve grande influência sobre o desenvolvimento da arquitetura renascentista. Quando se queimou Rialto por volta de 1513, Giocondo foi um dos arquitetos que apresentou projetos para a nova ponte e as infraestruturas adjacentes, porém deixou Veneza e partiu para Roma quando a república elegeu os projetos de um dos seus rivais. O Vaticano saudou-o no ano 1514, e após a morte de Donato Bramante supervisionou (na companhia de Rafael Sanzio e Giuliano da Sangallo) a construção da Basílica de São Pedro; foi o Frade Giocondo quem aperfeiçoou e reforçou as fundações do edifício e os pilares que não haviam sido correctamente projetados para suportar a enorme cúpula.